# Josef Císařovský (režisér)
Josef Císařovský (* 28. května 1952 Praha) je český režisér, scenárista, dokumentarista a producent. Je absolventem pražské FAMU. Jeho dokumentární tvorba se často zaměřuje na historická a kulturní témata, zejména na klíčové momenty českých dějin a jejich vliv na formování národní identity.

## Biografie
Narodil se 28. května 1952 jako prostřední syn do rodiny malíře a historika umění Josefa Císařovského. Matka Blanka byla historička. Od dětství se zajímal o přírodní vědy a umění. Po vzoru otce chtěl studovat dějiny umění, ale na studium se nedostal a vystudoval katedru dokumentární tvorby na FAMU. Po absolvování dva roky pracoval jako kovář a prodavač vína. V letech 1979–1981 se uplatnil jako externí scenárista a režisér v Československé televizi. Od roku 1984 pracoval jako scenárista a režisér zakázkového oddělení Krátkého filmu Praha. Věnoval se hlavně výukovým, populárně vědeckým, propagačním a technickým filmům a filmům s lékařskou tematikou. Za své filmy získal mnohá ocenění na specializovaných festivalech (Ekofilm v Ostravě, Academiafilm v Olomouci, Agrofilm v Nitře). Od devadesátých let 20. století spolupracoval s Českou televizí. Od roku 1997 má vlastní produkční společnost.
Ve své tvorbě často kombinuje pasáže dokumentární, hrané a trikové. Zabývá se několika tematickými okruhy: osudové křižovatky moderních českých dějin a eseje o jejich duchovních kořenech, osudy a díla významných osobností české kultury, dokumenty z archivů Státní bezpečnosti, paměť krajiny a proměna světa a individuální i kolektivní paměť.

### Osobní život
Jeho manželkou je překladatelka Lily Císařovská a mají tři děti. Dcera Anna (* 1987) je herečka a Bára (* 1990) je hudebnice. Oba jeho bratři pokračují v rodinné výtvarné tradici, Petr Císařovský je sochař a Tomáš je malířem. Neteř Natálie Císařovská (1988) je dokumentaristkou.

## Ocenění
- 2007 čestné uznání za televizní snímek Ve světle humanity
- 2008 cena poroty za televizní snímek Uvnitř vnitra
- 2008 cena Ministerstva životního prostředí ČR za televizní film Příběh jedné asanace
- 2015 Grand Prix Vojtěcha Jasného

## Filmografie, výběr
- 1973 Na prahu neznáma (studentský film)
- 1982 Bomba motorismus
- 1983 Člověk a květina (TV film)
- 1984 Mutageny
- 1987 Hele vole, člověk!
- 1988 Chceš zabít?
- 1990 Nemocniční nákazy
- 1995 Tak nic!
- 1996 Červená zeleň
- 1997 Každý metr zeleně
- 1999 Zkrocení zakletého řetězu (TV film)
- 2000 Poutník labyrintem víry
- 2005 Paměť samot a dvorců
- 2007 Příběh jedné asanace
- 2007 Život a doba spisovatele Karla Čapka (TV film)
- 2008 Sen o lázních
- 2008 Chvála bláznivosti v labyrintu světa
- 2008 Gejzíry a elixíry
- 2010 Nekonečná pouť Josefa Čapka
- 2010 Sny o tátovi (TV film)
- 2011 Muž s dýmkou
- 2014 Ztracen 45
- 2015 Boží mlýny
- 2018 Poslední slovo Charlotty Garrigue Masarykové (TV film)
- 2019 Obrazy pražské periferie
- 2021 Muž zbavený tíže